# Benjamin Edelin
Benjamin Edelin (Saint-Lô, 23 de febrero de 1993) es un deportista francés que compite en ciclismo en la modalidad de pista, especialista en la prueba de velocidad por equipos.
Ganó una medalla de bronce en el Campeonato Mundial de Ciclismo en Pista de 2017 y una medalla de oro en el Campeonato Europeo de Ciclismo en Pista de 2017.

## Medallero internacional
| Campeonato Mundial | Campeonato Mundial | Campeonato Mundial | Campeonato Mundial    |
| Año                | Lugar              | Medalla            | Competición           |
| ------------------ | ------------------ | ------------------ | --------------------- |
| 2017               | Hong Kong (China)  | Medalla de bronce  | Velocidad por equipos |
| Campeonato Europeo |                    |                    |                       |
| Año                | Lugar              | Medalla            | Competición           |
| 2017               | Berlín (Alemania)  | Medalla de oro     | Velocidad por equipos |